# Vajiko Chachkhiani
Vajiko Chachkhiani (Tbilisi, 1985) è un artista georgiano le cui opere includono principalmente film, sculture, fotografie e grandi installazioni.
Vive e lavora a Berlino e Tbilisi.

## Vita e opere
Nelle sue opere Chachkhiani indaga su domande esistenziali, sulla vita e sulla cultura del ricordo,  due aspetti che secondo l'artista sono strettamente incatenati tra loro. Alla Biennale di Venezia 2017 ha mostrato una tipica capanna in legno georgiana, acquistata nella città mineraria di Ch'iatura, che ha riempito con mobili e oggetti della vita quotidiana. All'interno della capanna, tuttavia, pioveva e il muschio si stava sviluppando lentamente, quindi si poteva vedere un capovolgimento dall'esterno e dall'interno. Il titolo "Un cane vivo in mezzo a leoni morti" ("A Living Dog in the Midst of Dead Lions") è probabilmente un'allusione alla location espositiva di Venezia che ha come simbolo il leone. Nel 2018 alla Bonn Art and Exhibition Hall della Repubblica Federale di Germania, ha mostrato l'inquietante storia di una famiglia nel cortometraggio "Heavy Metal Honey", che inizia con un innocuo incontro familiare e poi cade nel surreale quando la madre con una pistola uccide i membri della famiglia uno dopo l'altro. Mentre alla fine si siedono tutti indenni a tavola.

## Alcune mostre
- 2020 Death case, Daniel Marzona art gallery, Berlino
- 2019 Film, Berlinische Galerie, Berlino
- 2018 Flies bite, Its going to rain, Yarat contemporary art center, Baku, Azerbaijan
- 2018 Heavy Metal Honey, Bundeskunsthalle, Bonn
- 2018 Winter Which Was Not There, Turku Art Museum, Finlandia
- 2017 Living Dog Among Dead Lions, Padiglione dell Georgia, 57ª Biennale di Venezia
- 2015 It Neither Begins Nor Anywhere, Daniel Marzona art gallery, Berlino
- 2014 Both, Museum für Gegenwartskunst, Siegen

## Alcune mostre collettive
- 2020 A Silent Conversation, Daniel Marzona art gallery, Berlino
- 2018 Germany Is Not An Island – Contemporary Art Collection of the Federal Republic of Germany, Acquisitions 2012–2016, Bundeskunsthalle, Bonn, Germania
- 2018 A good neighbour, Pinakothek der Moderne, Monaco, in collaborazione con la Biennale di Istanbul
- 2018 Crumbling down, up and up we climb, Yarat Contemporary Art Center, Baku, Azerbaijan
- 2018 Kunstpreis der Böttcherstraße, Kunsthalle di Brema

## Onorificenze
- 2019 premio Villa Aurora, Los Angeles per le belle arti
- 2017 Future Generation Art Prize 2017 des PinchukArtCentre, Ukraina
- 2016 ISCP Residency Program, New York, USA
- 2016 Yarat Contemporary Art Center, Residency Program, Baku, Azerbaijan
- 2015 Arbeitsstipendium, Stiftung Kunstfonds, Bonn
- 2014 7th Rubens Promotional Award, Museum für Gegenwartskunst, Siegen
- 2013 premio DAAD
- 2012 BINZ39 Artist Residency, Zurigo